# Korinthus Katalin
Korinthus Katalin (Miskolc, 1953. május 11. – 2020. október 25.) magyar pedagógus, politikus. 1994 és 1998 között a Magyar Szocialista Párt országgyűlési képviselője.

## Életpályája
Apja Korinthus József gépésztechnikus (1932–1974), anyja Palka Magdolna raktárvezető (1936) volt. 1971-ben a miskolci Földes Ferenc Gimnáziumban érettségizett. 1975-ben a Sárospataki Felsőfokú Tanítóképző Intézetben tanítói, 1988-ban a Kossuth Lajos Tudományegyetemen kutatás-fejlesztési szakpedagógusi diplomát szerzett. 1975 és 1980 között a miskolci 3. számú általános iskolában, 1980 és 1992 között a Herman Ottó Általános Iskolában tanított.
1975 és 1985 között a Pedagógus Szakszervezet, 1988 és 1992 között a Pedagógusok Demokratikus Szakszervezetének a tagja volt. 1976-tól MSZMP-, 1989-től MSZP-tag volt. 1992-től az MSZP miskolci irodájának a vezetője, 1991 és 1994 között Borsod-Abaúj-Zemplén megyei, 1992-től miskolci alelnök illetve az országos választmány elnökhelyettese volt. 1990 és 1994 között miskolci önkormányzati képviselő. 1990-ben, 1994-ben és 1998-ban is parlamenti képviselőjelölt volt. 1994 és 1998 között országgyűlési képviselő volt a Borsod-Abaúj-Zemplén megyei 3. számú választókörzetből. A parlamentben a kulturális és sajtóbizottság tagjaként tevékenykedett.
Számos egyesület, társaság munkájában vállalt önkéntes munkát. Az Újbekezdés Művészeti Egyesület elnökségi tagja, a Szél Alapítvány kurátora, a Gyermekbarát Alapítvány miskolci szervezője volt. Részt vett az Északi Szekfű Alapítvány kuratóriumának a munkájában, tagja volt a Cigány-Magyar Baráti Társaságnak.
2020. október 25-én 67 évesen hunyt el koronavírus-fertőzés következtében.

## Családja
Első férjével, Mihályi Attila gépészmérnökkel 1973-ban kötött házasságot. 1976-ban férje elhunyt.
Második férje Tóth Péter levéltáros, egyetemi adjunktus volt, akivel 1977-ben házasodott össze. 1981-ben elváltak.
Első házasságából született Mihályi Helga szociológus, egyetemi mesteroktató (1975), másodikból Tóth Petra (1979) nevű lánya.